# Acacia gonophylla
Acacia gonophylla é uma espécie de leguminosa do gênero Acacia, pertencente à família Fabaceae.